# Günter Ehrensperger
Günter Ehrensperger (* 16. Mai 1931 in Golzern) ist ein ehemaliger Funktionär und Politiker der SED in der DDR.

## Leben
Der Sohn eines Arbeiters absolvierte nach dem Besuch der Volksschule eine Berufsausbildung zum Industriekaufmann und wurde zuerst 1946 Mitglied der FDJ sowie 1947 des FDGB. Zwischen 1948 und 1953 war er als Buchhalter und Leiter einer zentralen Betriebsabrechnung tätig und studierte anschließend an der Hochschule für Finanzwesen in Babelsberg und schloss dieses Studium 1956 als Diplom-Wirtschaftswissenschaftler ab. Nach seinem Eintritt in die SED 1956 wurde er Mitarbeiter im Ministerium für Finanzen und stieg dort bis 1961 vom Ober- und Hauptreferenten zum Sektorenleiter auf. Nachdem er zwischen 1961 und 1962 ein Studium an der Parteihochschule Karl Marx absolviert hatte, wurde er Wissenschaftlicher Mitarbeiter im Büro des Ministerrates der DDR sowie der Staatlichen Plankommission.
Im Anschluss nahm er 1966 eine Tätigkeit als Mitarbeiter und später als stellvertretender Leiter der Abteilung Planung und Finanzen des ZK der SED auf. 1974 wurde er als Nachfolger von Erich Wappler selbst Leiter der Abteilung Planung und Finanzen des ZK der SED und war damit bis zur Auflösung der SED im Dezember 1989 einer der führenden Finanzexperten der SED. Als er in dieser Funktion Erich Honecker im November 1973 nach eigenem Bekunden die Rechnung aufmachte, dass die Staatsschulden der DDR unter Beibehaltung des eingeschlagenen Kurses bis 1980 von zwei auf 20 Milliarden Valutamark steigen würden, untersagte ihm dieser ab sofort die Arbeit an derartigen Szenarien und verfügte die Vernichtung sämtlicher dazu vorhandenen Unterlagen.
Im Mai 1976 wurde Ehrensperger auf dem IX. Parteitag der SED Kandidat des ZK der SED und wurde nach dem Vaterländischen Verdienstorden (VVO) 1977 im Jahr 1981 auch mit der Fritz-Heckert-Medaille ausgezeichnet, der höchsten Ehrung des FDGB, und mit dem VVO in Gold geehrt.
1981 wurde er darüber hinaus sowohl Mitglied des ZK der SED, dem er bis zum 3. Dezember 1989 angehörte, als auch Abgeordneter der Volkskammer. Als Mitglied der Volkskammer gehörte er während der achten und der neunten Wahlperiode als Mitglied dem Ausschuss für Industrie, Bauwesen und Verkehr. Noch im November 1989 glaubte Ehrensperger an eine wirtschaftliche Erholung der DDR und führte am 9. November 1989 vor führenden SED-Vertretern aus: „Wenn wir aus dieser Situation herauskommen wollen, müssen wir mindestens 15 Jahre hart arbeiten und weniger verbrauchen, als wir produzieren.“ Politisch war die Ehrensperger-Empfehlung zu diesem Zeitpunkt schon nicht mehr durchsetzbar: Am Abend desselben Tages öffnete sich die Berliner Mauer.
Am 11. Januar 1990 verzichtete Ehrensperger, der 1980 auch mit dem Banner der Arbeit ausgezeichnet wurde und Held der Arbeit war, auf sein Mandat in der Volkskammer. Am 10. Februar 1990 wurde er als Mitglied aus der PDS ausgeschlossen. Ehrensperger lebt heute im Berliner Bezirk Treptow.